# Hockeyschläger-Diagramm

Das Hockeyschläger-Diagramm, nach einer im dritten Weltklimabericht 2001 veröffentlichten Abbildung

Das Hockeyschläger-Diagramm hat seine Bezeichnung nach der Form des Eishockeyschlägers und beruht auf einer 1999 veröffentlichten wissenschaftlichen Untersuchung von Michael E. Mann, Raymond S. Bradley und Malcolm K. Hughes zur globalen Erwärmung. Bekannt wurde es durch den Dritten Sachstandsbericht des Intergovernmental Panel on Climate Change (IPCC). Indem es den Temperaturverlauf des letzten Jahrtausends auf der nördlichen Hemisphäre darstellt, diente es der Veranschaulichung der in diesem Bericht getroffenen Aussagen.
Das Diagramm wurde in Presseberichten über den dritten Sachstandsbericht und zu Themen der globalen Erwärmung oft zur Illustration verwendet, auch der Sachstandsbericht selbst enthielt eine Darstellung des Diagramms. Zwar war die globale Erwärmung bereits zu diesem Zeitpunkt vielfach belegt, da das Diagramm jedoch diese anschaulich verdeutlicht, wurde es zu einem wichtigen Ziel von Klimawandelleugnern.
Nach 2003 entwickelte sich eine Kontroverse um die statistischen Grundlagen des Diagramms und die aus ihm zu ziehenden Schlüsse. Eine Einschätzung des Zustandekommens des Diagramms wie auch der Kontroverse wird im Vierten Sachstandsbericht angeführt. Ein Expertengremium des National Research Council (NRC) kam 2006 zu dem Ergebnis, dass die Schlussfolgerung plausibel ist, dass die letzten Jahrzehnte des 20. Jahrhunderts auf der Nordhalbkugel der Erde die wärmste Zeitspanne innerhalb des vergangenen Jahrtausends gewesen sind.
Die Grundform und -aussage des Hockeyschläger-Diagramms – eine allmähliche Abkühlung bis zum Beginn der Industrialisierung, gefolgt von einer ungewöhnlichen raschen Erwärmung, mit den wärmsten Dekaden in der Gegenwart – wurde mittlerweile vielfach durch Arbeiten anderer Autoren und auf Basis weiterer Klimaproxys bestätigt.

## Klimadaten
Für die Erstellung des Diagramms wurde eine große Zahl verfügbarer Klimadaten der letzten Jahrhunderte zusammengefasst, unter anderem Messdaten von Wetterstationen, aber auch bestimmte indirekte Klimadaten (sogenannte Proxys) aus Sedimenten, Bohrkern-Untersuchungen des Polareises oder Daten aus der Borstenkiefern-Chronologie (Baumringdaten). Das Ergebnis war ein Diagramm, das über lange Zeit einen relativ gleichmäßigen Temperaturverlauf zeigte und ab dem 20. Jahrhundert einen deutlichen Anstieg der Temperatur dokumentierte. Die Ähnlichkeit dieser Kurve mit der Form eines Eis- oder Rasen-Hockeyschlägers führte schnell zu ihrem einprägsamen Namen.
Das Diagramm traf auf ein breites Medieninteresse und war insofern bedeutsam, als es den Anstieg der weltweiten Durchschnittstemperatur offenkundig darstellt. Dadurch stützt es die inzwischen als extrem wahrscheinlich geltende Annahme der menschengemachten globalen Erwärmung innerhalb der letzten Jahrhunderte, deren Ursache insbesondere in der Verbrennung fossiler Energieträger und des sich dadurch erhöhenden Anteils von Treibhausgasen in der Atmosphäre gesehen wird.
Im vierten Sachstandsbericht des IPCC des Jahres 2007 wird zu dem im Diagramm dargestellten Temperaturanstieg geschrieben:

“The TAR pointed to the ‘exceptional warmth of the late 20th century, relative to the past 1,000 years’. Subsequent evidence has strengthened this conclusion. It is very likely that average Northern Hemisphere temperatures during the second half of the 20th century were higher than for any other 50-year period in the last 500 years. It is also likely that this 50-year period was the warmest Northern Hemisphere period in the last 1.3 kyr, and that this warmth was more widespread than during any other 50-year period in the last 1.3 kyr."”

„Der TAR (=dritte Sachstandsbericht, Anm. d. Übersetzers) wies auf die 'außergewöhnliche Wärme im späten 20. Jahrhundert im Vergleich zu den letzten 1.000 Jahren' hin. Darauffolgende Belege haben diese Feststellung gestärkt. Es ist sehr wahrscheinlich, dass die Durchschnittstemperaturen der Nordhemisphäre während der zweiten Hälfte des 20. Jahrhunderts höher lagen als in jeder anderen 50-Jahres-Periode der letzten 500 Jahre. Ebenso ist wahrscheinlich, dass diese 50-Jahres-Periode die wärmste der letzten 1300 Jahre war und dass diese Erwärmung erheblich ausgedehnter war als in jeder anderen 50-Jahres-Periode der letzten 1300 Jahre.“

## Kontroverse

### Hintergrund
Nach Erstpublikation 1999 erregte die Studie unter Klimaforschern zunächst nur wenig Aufsehen. Als sie jedoch 2001 im Dritten Sachstandsbericht des IPCC aufgegriffen und das Hockeyschläger-Diagramm dadurch öffentlich bekannt wurde, begann eine langjährige Diskreditierungskampagne durch die fossile Energiebranche. Dabei wurden insbesondere die statistische Methodik hinter dem Hockeyschläger-Diagramm und damit verknüpft die sich daraus ergebenden Implikationen in der Öffentlichkeit häufig und kontrovers diskutiert. Besonders in klimawandelleugnenden Kreisen entwickelte sich die Studie von Mann et al. zu einem Schwerpunktthema. In den folgenden Jahren wurde das Paper auf wissenschaftlicher Basis unter Anwendung verschiedener Rekonstruktionsmethoden mehrmals überprüft, ohne dass offensichtliche Fehler gefunden wurden. Bis einschließlich 2013 erschienen über ein Dutzend Folgestudien mit unterschiedlichen statistischen Ansätzen, die zu ähnlichen Resultaten gelangten.
Hingegen kritisierten Steven McIntyre und Ross McKitrick vom Fraser Institute, einem von der Erdölindustrie finanzierten Think Tank, das statistische Verfahren zur Gewinnung des Hockeyschläger-Diagramms grundlegend. So hätten sich Fehler in der computerbasierten Auswertung der Basisdaten gezeigt, auf denen das charakteristische Diagramm beruhe. Insbesondere könnten die benutzten Mittelungsroutinen aus Programmbibliotheken implementierungsbedingt erst ab dem Jahr 1902 korrekte Ergebnisse liefern. Auch zeigten Versuche zur Überprüfung des Programms nach der Monte-Carlo-Methode mit mehreren Eingangsdatensätzen, dass auch diese unter Umständen zur bereits bekannten Hockeyschlägerform mutieren würden. Hinzu kämen noch Softwarefehler, die zu einer Verfälschung der Ergebnisse beitrügen. Nach Auffassung von McIntyre und McKitrick handelt es sich daher um ein statistisches Artefakt. Diese Auffassung gilt jedoch mittlerweile als widerlegt.
Während bis in die Gegenwart vor allem außerhalb der Wissenschaft die Position vertreten wird, das Diagramm beruhe auf falschen Grundlagen, wurden andererseits den meisten Kritikern vorschnelle Bewertungen und unausgereifte Analysemethoden vorgehalten. Die Diskussionen über die technischen Detailfragen wirkten vor allem deshalb so intensiv nach, weil der Vorwurf der Inkorrektheit der Grafik, insbesondere in der öffentlichen Debatte, häufig als angeblicher Beleg gegen die menschengemachte globalen Erwärmung verwendet wurde. Inzwischen haben neuere Klimarekonstruktionen der vergangenen 1.000 Jahre ein dem Hockeyschläger-Diagramm vergleichbares Bild geliefert. Diese aktuellen Graphen sind weitgehend konsistent mit dem ursprünglichen Hockeyschläger-Diagramm und bewegen sich innerhalb des Rahmens der von Mann et al. vorgegebenen Fehlergrenzen.

### Überprüfungen
Das Hockeyschläger-Diagramm wurde von verschiedenen Seiten mehrfach auf Fehler überprüft. Die Ergebnisse von Mann et al. wurden damit mehrfach bestätigt.

#### Studie des National Research Council
Auf Ersuchen des US-Repräsentantenhauses stellte der National Research Council (NRC) ein zwölfköpfiges Expertengremium zusammen, das alle wissenschaftlichen Erkenntnisse zum Temperaturverlauf der letzten 2.000 Jahre zusammentrug und dabei u. a. Manns Arbeit zum Hockeyschläger-Diagramm untersuchte. Im Juni 2006 veröffentlichte der NRC einen 155 Seiten umfassenden Bericht zum Thema.
In dem Bericht des NRC heißt es, dass Michael Manns Forschungsergebnisse seit ihrer Veröffentlichung durch eine Vielzahl von Beweisen untermauert worden sind. Aufgrund dieser Beweise halten es die Experten des NRC für plausibel, dass die letzten Jahrzehnte des 20. Jahrhunderts in der nördlichen Hemisphäre die wärmste Zeitspanne innerhalb des vergangenen Jahrtausends gewesen sind. Die Sicherheit von Aussagen über frühere Temperaturverläufe unterscheide sich jedoch, je nachdem, welchen Zeitraum man betrachte. Mit großer Sicherheit könne gesagt werden, dass die durchschnittliche globale Oberflächentemperatur während der letzten Jahrzehnte des 20. Jahrhunderts höher war als in jeder vergleichbaren Periode während der vorangegangenen vier Jahrhunderte. Für die Zeit vor 1600 seien großräumige Temperaturrekonstruktionen noch (zum Zeitpunkt des Berichts) mit schwer quantifizierbaren Unsicherheiten verbunden, würden aber dennoch einen wichtigen Beitrag zur Klimaforschung leisten. Die verfügbaren Klimaproxys würden darauf hindeuten, dass die Temperaturen an vielen, aber nicht allen, einzelnen Orten während der letzten 25 Jahre höher waren als in jeder vergleichbar langen Zeitspanne zwischen den Jahren 900 und 1600.
Einem Vorschlag im NRC-Bericht folgend, wiederholten im Jahr 2006 Mann, Bradley und Hughes ihre Klimarekonstruktion der letzten 2.000 Jahre unter Verwendung einer stark vergrößerten Menge an Klimaproxys und mehrerer validierter, voneinander unabhängiger Methoden. Das 2008 veröffentlichte Ergebnis bestätigte die Anomalie für mindestens die letzten 1.300 Jahre. Berücksichtigte man auch Baumring-Daten, so kann dies mit starken Einschränkungen auch für die letzten 1.700 Jahre gelten. Praktisch alle vergleichbaren Arbeiten zur Klimarekonstruktion über diese Zeitspannen greifen teilweise auf dieselben Chronologien zurück und sind daher nicht vollkommen voneinander unabhängig. Nimmt man einzelne Proxyreihen – wie etwa die umstrittenen Baumringe – aus der Untersuchung heraus, ändert sich das Ergebnis jedoch nicht wesentlich. Alle Rekonstruktionen des Klimas, die aus Proxys gewonnen werden, sind mit einigen Unsicherheiten behaftet.
In einer Kurzkorrespondenz in der Fachzeitschrift Nature vom 10. August 2006 bekräftigten Bradley, Hughes und Mann, dass sie in ihrer 1998 veröffentlichten Publikation auf die großen Unsicherheiten und Widersprüche der Daten vor 1400 hingewiesen hätten, welche konkrete Rückschlüsse auf die Temperaturen in der Zeit vor 1400 verhindern. Damit reagierten sie auf Äußerungen von Gerald North aus dem NRC-Expertengremium, der bemängelt hatte, dass sie manche Unsicherheiten nicht optimal kommuniziert hätten.

#### Wegman-Report
Im Juli 2006 veröffentlichten Edward Wegman, Yasmin H. Said und David W. Scott einen Bericht für das United States House Committee on Energy and Commerce zu aktuellen Untersuchungen über die Publikationen zum Hockeyschläger-Diagramm. In dem oft als „Wegman-Report“ bezeichneten Bericht, der im Auftrag des republikanischen Ausschussvorsitzenden Joe Barton erstellt wurde, wurden die Publikationen von Mann als „einigermaßen obskur und unvollständig“ beschrieben und die Kritikpunkte der Veröffentlichungen von McIntyre und McKitrick geteilt. Weiter wurde ein Netzwerk von 43 Autoren paläoklimatischer Studien mit direkten Verbindungen zu Mann (z. B. per Co-Autorenschaft in Publikationen) beschrieben, welche bisher zitierte „unabhängige Studien“ aus Sicht von Kritikern in einem nicht allzu unabhängigen Licht erscheinen lassen würden. Die Schlussfolgerung des Wegman-Reports war, dass die These, 1998 sollte das wärmste Jahr, die 1990er Jahre aber das wärmste Jahrzehnt der letzten 1000 Jahre gewesen sein, nicht bestätigt wird. Richard Kerr vom kritisierten Wissenschaftsmagazin Science kritisierte seinerseits Joe Bartons Auftreten bei einer später vor dem Senatsausschuss abgehaltenen Anhörung zu dem Thema.
Massive Kritik am Wegman-Report kam seit Ende 2010 auf, als drei namhafte Experten schwere Plagiatsvorwürfe gegen die Verfasser des Berichts erhoben. Der Physiker Paul Ginsparg von der Cornell-Universität bezeichnete das Ausmaß von Plagiaten im Wegman-Report als „ziemlich schockierend“. Seine eigene vorläufige Einschätzung sei „schuldig im Sinne der Anklage“ (guilty as charged). Plagiate, u. a. aus der Wikipedia, wurden auch in einem Fachartikel gefunden, in dem die Berichtsverfasser Edward Wegman und Yasmin H. Said erneut Kritik an Klimaforschern geübt hatten. Der Artikel wurde von der betroffenen Fachzeitschrift Computational Statistics & Data Analysis zurückgezogen. Nachdem Raymond Bradley eine Beschwerde gegen Wegman eingereicht hatte, wurden an Wegmans Universität, der George Mason University, zwei Kommissionen zur Untersuchung der Vorfälle eingerichtet. Diese kamen, jeweils einstimmig, zu unterschiedlichen Ergebnissen. Während eine kein Fehlverhalten erkannte, stellte die andere das Vorhandensein von Plagiaten fest, für das Edward Wegman als Teamleiter die Verantwortung trage. Wegman erhielt eine schriftliche Verwarnung (letter of reprimand). Andrew Gelman, Statistik-Professor an der Columbia-Universität, erhob weitere Plagiatsvorwürfe gegen Wegman, die jedoch nicht mehr Gegenstand der universitären Untersuchungen waren.
Die Netzwerkanalyse des Wegman-Reports wurde von der Bioinformatikern Katharina Zweig als „schiefgegangenes“ schlechtes Beispiel in ihrem Fachbuch über Netzwerkanalyse exemplarisch durchleuchtet. Die Analyse des Reports sei nicht geeignet gewesen, die Hypothese von Wegman und seinen Ko-Autoren zu untersuchen.

#### Erneute Kontroverse nach dem Hackerzwischenfall 2009
Im Zusammenhang mit dem Hackerzwischenfall am Klimaforschungszentrum der University of East Anglia und den dabei gestohlenen E-Mails wurde eine erneute Untersuchung von Manns diesbezüglichen Forschungsarbeiten durch die Pennsylvania State University durchgeführt. Dazu wurde eine Kommission einberufen, der fünf Professoren aus anderen Fachbereichen der Universität angehörten. Die Kommission kam nach Abschluss der Untersuchungen einstimmig zu dem Ergebnis, dass man sich keines wissenschaftlichen Fehlverhaltens schuldig gemacht habe. Bereits zuvor hatte ein dreiköpfiges Komitee der Universität nach Abschluss einer ersten Untersuchung Anschuldigungen zurückgewiesen, dass Mann Daten zurückgehalten oder brisante E-Mails gelöscht hätte.
In einem Untersuchungsbericht des Inspector General der National Science Foundation (NSF) wurden die Ergebnisse der universitären Untersuchung im Wesentlichen bestätigt. Bezüglich des Vorwurfs der Datenmanipulation führte die NSF eine eigene Untersuchung durch, bei der auch Kritiker von Manns Studien gehört wurden. Abschließend stellte auch die NSF fest, dass keine Beweise für wissenschaftliches Fehlverhalten durch Mann vorlägen.

## Weitere Hockeyschläger-ähnliche Rekonstruktionen

Temperaturrekonstruktion der letzten 2000 Jahre, nach Pages2k (2019)

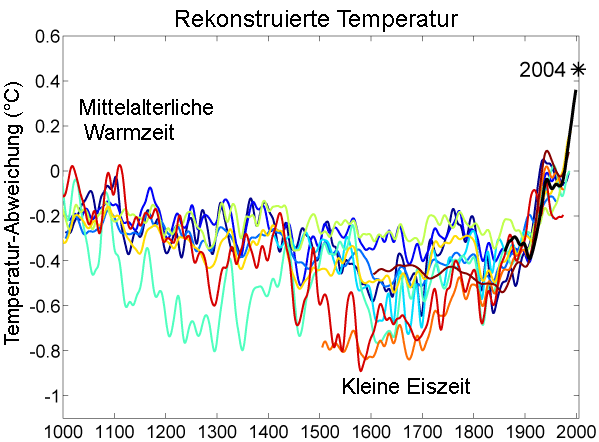
Die Entwicklung der globalen Durchschnittstemperatur während der letzten 1.000 Jahre, nach verschiedenen Quellen rekonstruiert und seit dem 19. Jahrhundert direkt gemessen. Enthalten ist auch die ursprüngliche Rekonstruktion von Michael Mann aus dem Jahr 1999 (blau).

Nach den ersten Veröffentlichungen, um das Jahr 2000, von Mann, Bradley und Hughes zum Hockeyschläger-Diagramm gab es eine Vielzahl weiterer Temperaturrekonstruktionen – der US-amerikanische Geologe und Umweltberater G. Thomas Farmer und der australische Kognitionswissenschaftler John Cook schreiben von einem „Hockey Team“ –, die die Grundaussage bestätigen: Nach einer allmählichen Abkühlung über einen Mindestzeitraum von vielen hundert bis mehrere tausend Jahre begann mit der Industrialisierung eine rapide, für den Zeitraum ungewöhnliche Erwärmung.  Die globalen Temperaturen sind mittlerweile wahrscheinlich die höchsten mindestens der letzten zweitausend Jahre.
Beispielsweise bestätigten vom Pages2k-Konsortium in den Jahren 2012 und 2019 durchgeführte Temperaturrekonstruktionen der letzten 2000 Jahre die Korrektheit der grundsätzlichen Ergebnisse von Mann et al. Die Pages2k-Rekonstruktionen basieren auf Daten, die unter anderem aus Eisbohrkernen, Baumringen und Seesedimenten gewonnen wurden. Nicht nur liegt die gegenwärtigen Globaltemperatur sehr wahrscheinlich höher als mindestens seit zweitausend Jahren, auch die Geschwindigkeit des Anstiegs ist in dem Zeitraum wahrscheinlich ohne Beispiel.
Eine im Jahr 2013 in der Zeitschrift Science erschienene Studie, in der die Klimaentwicklung des gesamten Holozäns – der letzten 11.700 Jahre – rekonstruiert wurde, stützt ebenfalls die Ergebnisse von Mann, Bradley und Hughes. Die Klimadaten dieser Studie basieren auf einer Auswertung von 73 weltweit verteilten Orten und stammen zu 80 Prozent aus Bohrkernen von Tiefsee-Sedimenten.
Im Jahr 2021 wurde eine Arbeit publiziert, in der der Zeitraum vom letzten glazialen Maximum bis heute am aufwändigsten rekonstruiert wurde. Hierbei wurden nicht nur global verteilte Proxys herangezogen, sondern mit aufwändigen statistischen Methoden auch die Teile des Globus interpoliert, für die keine Daten zur Verfügung standen. Die globale Analyse hatte eine Auflösung von 200 Jahren. Die Autoren bestätigten, dass Ausmaß und Geschwindigkeit der laufenden Klimaerwärmung in den 25.000 Jahren des untersuchten Zeitraums nicht zu beobachten waren, sie fanden aber auch, dass es – im Gegensatz zum bisherigen Kenntnisstand – im Verlauf der vergangenen 9000 Jahre global keine Abkühlung, sondern eine Erwärmung um 0,5 °C gegeben hat.